# Julian Kole

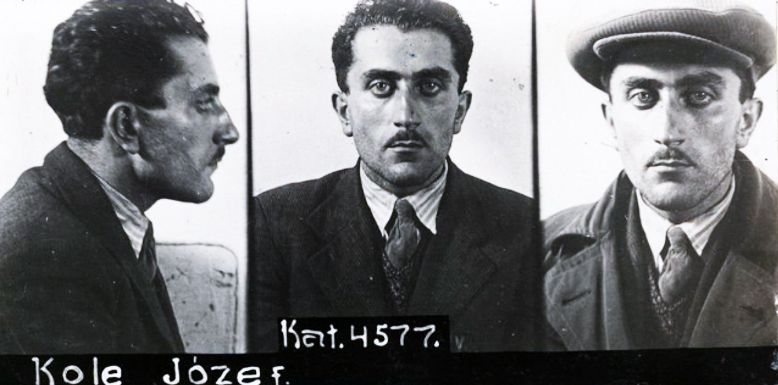
Józef Kole po aresztowaniu przez Policję Państwową za działalność komunistyczną

Julian Kole, właśc. Josek Kole (ur. 24 października 1908, zm. 26 października 1998) – polski polityk komunistyczny, działacz Komunistycznej Partii Polski, Polskiej Partii Robotniczej i Polskiej Zjednoczonej Partii Robotniczej. Wiceminister finansów (1951–1969).

## Życiorys
Urodził się w rodzinie żydowskiej jako syn Pereca. Od 1924 należał do Związku Młodzieży Komunistycznej. Członek KPP od 1927. W latach 1931–1933 uczył się w Wyższej Szkole Partyjnej im J. Marchlewskiego w Moskwie. Po ukończeniu kursu został sekretarzem Okręgu Łódzkiego Komunistycznego Związku Młodzieży Polski, następnie kierował Okręgiem Warszawskim i Zagłębiowskim KZMP. W 1936 został osadzony w obozie w Berezie Kartuskiej, uwolniony po agresji ZSRR na Polskę, pozostał na terenie okupacji sowieckiej, gdzie m.in. był konsultantem budów w obwodzie baranowickim. Po ataku III Rzeszy na ZSRR w czerwcu 1941 ewakuowany w głąb ZSRR do obwodu saratowskiego. Od 1943 oficer polityczny Armii Polskiej w ZSRR – zastępca dowódcy ds. polityczno-wychowawczych Samodzielnego Batalionu Saperów 1 Polskiej Dywizji Piechoty (1 DP), następnie 1944–1945 szef Wydziału Politycznego 4 DP. W 1945 zastępca szefa Zarządu Polityczno-Wychowawczego 1 Armii WP.
W latach 1945–1948 był członkiem KC PPR, 1945–1948 zastępca kierownika, potem kierownik Wydziału Przemysłowego KC PPR. Następnie w PZPR – do 1964 był członkiem KC PZPR. Zaliczany do „puławian” podczas walki o władzę w kierownictwie PZPR w latach pięćdziesiątych. 21 XII 1948 – 5 VI 1951 kierownik Wydziału Ekonomicznego KC PZPR, a jednocześnie członek Biura Organizacyjnego KC PZPR (do II Zjazdu PZPR w marcu 1954). W latach 1964–1968 członek Centralnej Komisji Kontroli Partyjnej.
Od 1951 do 1969 był wiceministrem finansów.
28 listopada 1988 wszedł w skład Honorowego Komitetu Obchodów 40-lecia Kongresu Zjednoczeniowego PPR – PPS – powstania PZPR.

## Odznaczenia
- Order Sztandaru Pracy I klasy (1959)[5]
- Medal im. Ludwika Waryńskiego (1988)[6]